# Palazzo Alfieri (L'Aquila)
Palazzo Alfieri, o Alferi, è un palazzo storico dell'Aquila, inserito nel 1902 nell'elenco dei monumenti nazionali italiani.
Dal 1878, per iniziativa di Barbara Micarelli, il palazzo e l'attigua chiesa di Santa Maria degli Angeli, sono la sede delle suore francescane missionarie di Gesù Bambino, meglio noto come Istituto Santa Maria degli Angeli o Istituto delle Micarelli

## Storia
Il palazzo nasce nel XV secolo come casa di villeggiatura di Fabrizio Alfieri, rampollo dell'omonima casata. Gli Alfieri, o Alferi, erano giunti in Abruzzo dall'Italia settentrionale con Tommaso Alfieri — presumibilmente originario di Lodi o da Verona — nella prima metà del Quattrocento, dedicandosi poi in città al commercio della lana e acquisendo rapidamente prestigio. Alcune decorazioni di carattere medievale, tuttavia, fanno presupporre la presenza di una preesistenza prima dell'edificazione del palazzo.
Sul finire del XVI secolo il palazzo venne affiancato dalla gentilizia chiesa di Santa Maria degli Angeli mentre nei secoli successivi fu sottoposto a numerosi ampliamenti e modifiche. Nel 1878, proprio all'interno del complesso, Barbara Micarelli fondò l'Istituto Santa Maria degli Angeli, dando vita anche ad una scuola per l'educazione femminile che ha caratterizzato la formazione delle donne aquilane di Ottocento e Novecento e che è ancora oggi in attività.
Gravemente danneggiato dal terremoto dell'Aquila del 2009, il palazzo è stato dichiarato inagibile e sottoposto a lavori di consolidamento e restauro. Durante le fasi di ricostruzione sono stati riportati alla luce alcuni affreschi quattrocenteschi raffiguranti scene allegoriche, fregi e stemmi.

## Descrizione
Il palazzo, dall'impianto planimetrico piuttosto complesso, occupa l'intero isolato tra via Fortebraccio, decumano orientale della città, via Barbara Micarelli, vicolo di Santa Maria degli Angeli e le Mura dell'Aquila.

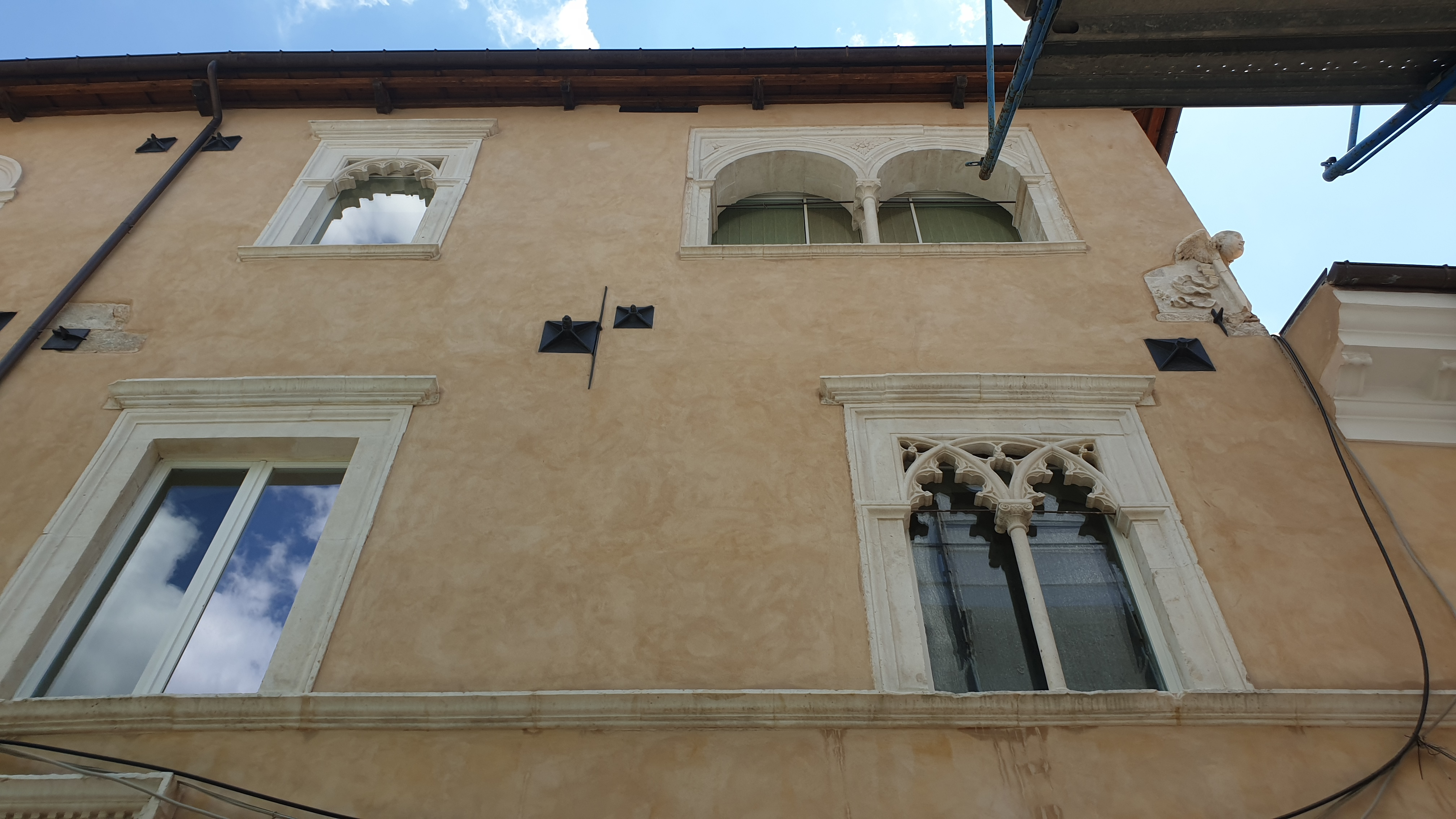
Fianco in stile gotico, sulla strada

La facciata principale è su via Fortebraccio, suddivisa in due parti: la prima è più antica, a tre livelli, di carattere rinascimentale con vistosi apparati decorativi trecenteschi quali le finestre a bifora dei piani superiori mentre la seconda di chiaro stampo cinquecentesco. Conclude il prospetto la piccola chiesa di Santa Maria degli Angeli che costituisce l'angolo meridionale del complesso.
Internamente il palazzo presenta un'interessante sequenza di porticati, logge ed aule a soffitto ligneo che conducono lo sguardo ed il percorso verso l'ampio cortile rinascimentale a chiostro, al centro dell'edificio, circondato da un porticato in cui convivono arcate ogivali e arcate a tutto sesto. La parte retrostante del complesso, adiacente alla cinta muraria, è invece più moderna, essendo stata realizzata prevalentemente nel XIX secolo.